# Проспект Свободы (Киев)
Проспе́кт Свобо́ды (укр. Проспе́кт Свобо́ди) — проспект в Подольском районе города Киева, местности Ветряные горы и Виноградарь. Пролегает от проспекта Правды до проспекта Георгия Гонгадзе и улицы Косенко.
Примыкают улицы Межевая, Светлицкого и Мусы Джалиля, проспект Василия Порика.

## История
Проспект спроектирован под современным названием в 1971 году. Прокладка и застройка начаты в 1975 году на отрезке между улицами Межевой и Косенко. К началу 1980-х годов продлён до нынешних размеров сквозь старую застройку (окончательно снесена в 1-й половине 1980-х годов). Часть проспекта Свободы между улицами Межевой и Светлицкого составлял переулок Собинова.